# Вальдхаузен-им-Штруденгау
Вальдхаузен-им-Штруденгау (нем. Waldhausen im Strudengau) — ярмарочная община (нем. Marktgemeinde) в Австрии, в федеральной земле Верхняя Австрия.
Входит в состав округа Перг. Площадь общины составляет 46,86 км², население — 2844 человека (1 января 2021), плотность населения — 61 чел./км². Официальный код — 41125.

## Население
| Год  | Численность |
| ---- | ----------- |
| 1869 | 1983        |
| 1889 | 2076        |
| 1890 | 2065        |
| 1900 | 2108        |
| 1910 | 2168        |
| 1923 | 2167        |
| 1934 | 2333        |
| 1939 | 2422        |
| 1951 | 2483        |
| 1961 | 2554        |
| 1971 | 2638        |
| 1981 | 2592        |
| 1991 | 2891        |
| 2001 | 2919        |
| 2011 | 2902        |
| 2021 | 2844        |

## Политическая ситуация
Бургомистр общины — Франц Шаумюллер (СДПА) по результатам выборов 2003 года.
Совет представителей общины (нем. Gemeinderat) состоит из 25 мест.
- СДПА занимает 10 мест.
- АНП занимает 10 мест.
- Партия WBL занимает 5 мест.